# صلاح الدين (صنعاء القديمة)
حارة صلاح الدين هي إحدى حارات مدينة صنعاء القديمة، بلغ تعداد سكانها 574 نسمة حسب تعداد اليمن لعام 2004.